# The Old Gray Mare
The Old Gray Mare è un cortometraggio muto del 1913 scritto e diretto da Dell Henderson.

## Produzione
Il film fu prodotto dalla Biograph Company.

## Distribuzione
Distribuito dalla General Film Company, il film - un cortometraggio di 129,25 metri - uscì nelle sale cinematografiche USA il 27 marzo 1913. Nelle proiezioni, veniva programmato con il sistema dello split reel, accorpato in un'unica bobina con un altro cortometraggio prodotto dalla Biograph, la commedia All Hail to the King.
Non si conoscono copie ancora esistenti della pellicola che viene considerata presumibilmente perduta.